# كلوريد الأديبيل
كلوريد الأديبيل (بالإنجليزية: Adipoyl chloride) (أو ثنائي كلوريد الأديبيل) هو كلوريد ثنائي الأسيل ، ذو الصيغة C6H8Cl2O2 .
وهو مادة كيميائية خطرة يُطلق حمض الكلور HCl عندما يتفاعل مع الماء . وينبغي أن يتم التعامل معه بحماية تامة تحت شفاط سحب الأبخرة (Fume Hood) .
يمكن أن يتفاعل كلوريد الأديبيل مع سداسي ميثلين ثنائي الأمين ، مادة كيميائية سامة أخرى ، لتكوين منتج آمن تماماً : النايلون .
يمكن تحضير كلوريد الأديبيل من حمض الأديبيك .

## وصلات خارجية
- MSDS Safety data  نسخة محفوظة 9 يناير 2010 على موقع واي باك مشين.